# 増毛ヘリポート
増毛ヘリポート（ましけヘリポート）は、北海道増毛郡増毛町別苅に所在する（元）公共用ヘリポートである。

## 概要
開港は1993年5月15日、2018年3月31日に公共用としての用途廃止。管理面積は1.07ヘクタール。
なお、維持経費削減のために「公共用としての用途廃止を行った」ものであり、ドクターヘリの使用・山岳遭難者捜索のための最低限のヘリポート機能および施設は増毛町によって保持されている。
農薬散布などの実施については、農薬の散布を行う者が国土交通大臣に公共用ヘリポート跡地に発着したい旨の申請を行い、許可を得ることで当ヘリポートの発着が可能となっている。

## 利用状況
1998年度から2004年度平均の利用状況は年間約37便。2004年度の発着回数は16回（出典：北海道庁HP新幹線・交通企画局交通企画課掲載資料より）